# Dionysia bryoides
Dionysia bryoides là một loài thực vật có hoa trong họ Anh thảo. Loài này được Boiss. mô tả khoa học đầu tiên năm 1846.

## Hình ảnh

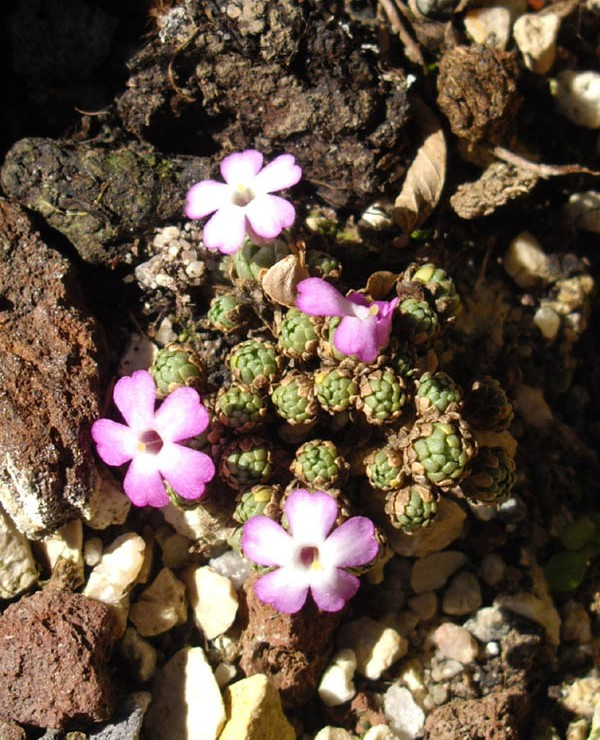